# Saint-Étienne-de-Fougères
Saint-Étienne-de-Fougères è un comune francese di 855 abitanti situato nel dipartimento del Lot e Garonna nella regione della Nuova Aquitania.

## Società

### Evoluzione demografica
Abitanti censiti